# Aeroportul Tikehau
Aeroportul Tikehau (IATA: TIH, ICAO: NTGC) este un aeroport din Polinezia Franceză, Franța ce deservește zona Tikehau⁠(d). Aeroportul a fost tranzitat în 2022 de 49.913 pasageri. A fost deschis în 1977 și numit după zona deservită.
Situat la o altitudine de 2 m, aeroportul dispune de o singură pistă.